# 伊仙町立伊仙中学校
伊仙町立伊仙中学校（いせんちょうりつ いせんちゅうがっこう）は、鹿児島県大島郡伊仙町大字伊仙にある町立中学校。徳之島に所在する。

## 校区
伊仙町立伊仙小学校、伊仙町立鹿浦小学校、伊仙町立馬根小学校

## 卒業後の進路
- 卒業後は、町内の鹿児島県立徳之島高等学校、樟南第二高等学校などに進学する生徒が多い。